# Liste der Orte im Kreis Tulcea

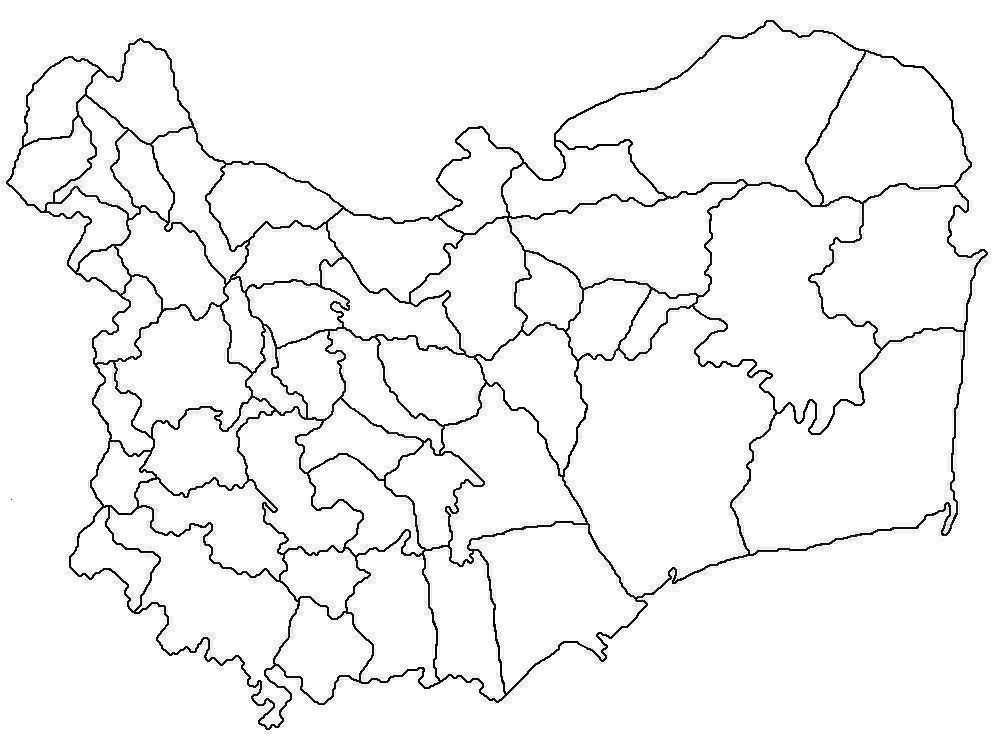
Gemeinden des Kreises

Der Kreis Tulcea in Rumänien besteht aus offiziell 141 Ortschaften. Davon haben 5 den Status einer Stadt, 46 den einer Gemeinde. Die übrigen sind administrativ den Städten und Gemeinden zugeordnet.

## Städte
| - Babadag - Isaccea | - Măcin - Sulina | - Tulcea |

## Gemeinden
| - Baia - Beidaud - Beștepe - C. A. Rosetti - Carcaliu - Casimcea - Ceamurlia de Jos - Ceatalchioi - Cerna - Chilia Veche - Ciucurova - Crișan - Dăeni - Dorobanțu - Frecăței - Greci | - Grindu - Hamcearca - Horia - I.C. Brătianu - Izvoarele - Jijila - Jurilovca - Luncavița - Mahmudia - Maliuc - Mihai Bravu - Mihail Kogălniceanu - Murighiol - Nalbant - Niculițel | - Nufăru - Ostrov - Pardina - Peceneaga - Sarichioi - Sfântu Gheorghe - Slava Cercheză - Smârdan - Somova - Stejaru - Topolog - Turcoaia - Valea Nucarilor - Valea Teilor - Văcăreni |

## A
| - Agighiol - Alba | - Ardealu | - Atmagea |

## B
| - Balabancea | - Băltenii de Jos | - Băltenii de Sus |

## C
| - Calfa - Camena - Căprioara - Caraorman - Cardon | - Cârjelari - Câșlița - Cataloi - Caugagia - Ceamurlia de Sus | - Cerbu - Cișmeaua Nouă - Cloșca - Colina - Corugea |

## D
| - Dunavățu de Jos | - Dunavățu de Sus |

## E
| - Enisala |

## F
| - Făgărașu Nou - Fântâna Mare | - Fântâna Oilor | - Florești |

## G
| - Garvăn | - General Praporgescu | - Gorgova |

## H
| - Haidar |

## I
| - Iazurile - Ilganii de Jos | - Ilganii de Sus | - Iulia |

## L
| - Lăstuni - Letea | - Luminița | - Lunca |

## M
| - Măgurele - Malcoci - Meșteru | - Mila 23 - Mina Altân Tepe | - Mineri - Mircea Vodă |

## N
| - Neatârnarea | - Nicolae Bălcescu | - Nifon |

## O
| - Ostrov Tătaru |

## P
| - Panduru - Parcheș - Partizani | - Pătlăgeanca - Periprava - Piatra | - Plauru - Plopul - Poșta |

## R
| - Rachelu - Rahman | - Războieni - Rândunica | - Revărsarea |

## S
| - Sabangia - Sălceni - Sălcioara - Sâmbăta Nouă | - Sarighiol de Deal - Sarinasuf - Satu Nou | - Sfiștofca - Slava Rusă - Stânca |

## T
| - Tatanir - Telița - Tichilești | - Traian - Trestenic | - Tudor Vladimirescu - Turda |

## U
| - Uzlina |

## V
| - Vasile Alecsandri - Victoria | - Vișina - Visterna | - Vulturu |

## Z
| - Zebil |